# Josep Planella i Coromina
Josep Planella i Coromina (Barcelona, 1804 - 1890) fou un escenògraf català, fill i deixeble de Bonaventura Planella i Conxello.

## Biografia
Alumne de l'escola de la Llotja, va començar la seva formació al costat de son pare, amb qui va treballar per al Teatre de la Santa Creu de Barcelona des de 1820. El 1837 el van nomenar escenògraf titular del Teatre de Montsió, i posteriorment, el 1840, seria nomenat escenògraf titular del teatre de la Santa Creu. Fou un dels teòrics de l'escenografia catalana, escrivint obres com Exposición completa y elemental de Arte de la perspectiva y aplicación de ella al palco escénico, que va publicar el 1840 i que es va fer servir com a manual d'escenografia durant molts anys.
Més endavant va col·laborar amb altres teatres com el Teatre Principal de Palma (Mallorca), el d'Alacant o el Teatre del Circ, el Teatre Romea i el Teatre de Jovellanos de Barcelona. També va publicar una autobiografia i un manual amb comentaris sobre els propis treballs.
Els seus escenaris es caracteritzaven per la rigorositat acadèmica amb què els feia, respectant al màxim la perspectiva. Va crear els escenaris per a les obres d'òperes de Verdi, entre molts d'altres.
Es va retirar el 1881 després de més de 60 anys dedicats a l'escenografia, deixant aquesta feina a Francesc Soler i Rovirosa. Va morir a Barcelona el 1890.
Al fons del Museu Nacional d'Art de Catalunya es conserva un esbós seu, titulat Vestíbul d'un palau oriental obert al jardí, provinent de la col·lecció de Raimon Casellas.